# Costantino III (usurpatore)
Flavio Claudio Costantino (in latino Flavius Claudius Constantinus), meglio noto come Costantino III (... – agosto o settembre 411) è stato un generale romano, usurpatore dell'Impero romano d'Occidente (407–411) contro l'imperatore Onorio. Fu incluso da Goffredo di Monmouth tra i sovrani leggendari della Britannia, come nonno paterno del mitico Re Artù, col nome di "Costantino II di Britannia".

## Biografia

### Ascesa al trono
Le province romane della Britannia avevano eletto usurpatori in rapida sequenza (Marco e Graziano) in risposta all'abbandono in cui erano state lasciate da Onorio, impegnato a difendere i territori continentali. Il 31 dicembre 406, diverse tribù germaniche — tra cui i Vandali, i Burgundi, gli Alani e i Suebi — attraversarono il Reno gelato vicino a Magonza e invasero l'impero, travolgendo le difese del limes.
Per far fronte al peggiorare della situazione, le province britanniche elevarono infine al rango di imperatore Flavio Claudio Costantino, un soldato comune (inizi del 407). Costantino, con un gesto propagandistico, rinominò i propri figli Costante (Costante I, figlio di Costantino I, era stato l'ultimo imperatore romano a visitare la Britannia) e Giuliano e poi attraversò la Manica con milizie mercenarie locali, raggiungendo Bononia. Onorio mandò allora un corpo militare agli ordini di Saro, luogotenente di Stilicone, ad affrontare Costantino: il generale di Onorio si mosse dall'Italia e si scontrò coi due generali dell'usurpatore, Giustiniano e il franco Nebiogaste, sconfiggendoli. Uccise poi Nebiogaste, dopo averlo bloccato a Valence. Costantino allora inviò un altro contingente, comandato da Edobico e dal magister militum Geronzio, che costrinse Saro a ritornare in Italia. Costantino mise al sicuro la frontiera renana con azioni militari e trattati e installò delle guarnigioni sui passi tra la Gallia e l'Italia. Entro il maggio 408 aveva fatto di Arles, sede del prefetto del pretorio delle Gallie, la propria capitale e ne designò come praefectus urbi Apollinare, il nonno di Sidonio Apollinare.
Malgrado la vittoria, Costantino si trovò stretto tra due fuochi: mentre in Italia le forze di Onorio si stavano riorganizzando, in Hispania scoppiava la rivolta dei membri della casata di Teodosio, fedeli al legittimo imperatore. Si prospettò dunque un attacco su due fronti, con contingenti italici sotto il comando di Stilicone e Saro, e contingenti spagnoli guidati dai parenti di Onorio, Didimo e Vereniano. Costantino decise quindi di attaccare per primo, nell'estate del 408: richiamò il figlio Costante dal monastero dove si trovava, lo elevò al rango di Cesare e lo mandò in Spagna con Geronzio, Apollinare e il magister officiorum Decimio Rustico. I cugini dell'imperatore furono sconfitti facilmente: due, Didimo e Veriniano, furono catturati, mentre altri due, Lagodio e Teodosiolo, fuggirono. Costante lasciò moglie e famigliari a Saragozza, sotto la protezione di Geronzio, e ritornò ad Arles, portando con sé i prigionieri. Nel frattempo (13 agosto), l'esercito si era rivoltato a Ticinum (odierna Pavia): il 22 agosto i ribelli avevano ottenuto l'esecuzione del patricius Stilicone.

### Riconoscimento

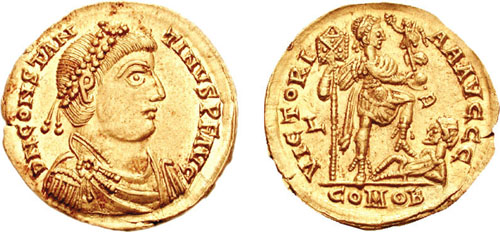
Solido di Costantino, coniato a Lugdunum

Malgrado i contrasti tra loro, Costantino cercò di stabilizzare la propria condizione cercando di farsi riconoscere da Onorio; a testimonianza di ciò, emise alcune monete (407-408) in cui venivano celebrati quattro augusti: Arcadio e Teodosio II in Oriente e Onorio e Costantino stesso in Occidente.
Nel 409, Costantino e Onorio si trovarono ad affrontare difficoltà simili: Onorio fu abbandonato da Saro e dai suoi uomini, rimanendo a Ravenna senza contingenti militari, mentre i Visigoti di Alarico I si muovevano indisturbati in Etruria; Costantino si trovò a dover fronteggiare anche una rivolta in Britannia. L'usurpatore scrisse allora una lettera ad Onorio, in cui chiedeva perdono e prometteva aiuto contro i Visigoti: Onorio accettò molto volentieri la proposta, riconobbe l'usurpatore co-imperatore e lo associò al consolato per l'anno 409.
A settembre, i barbari che erano penetrati attraverso la frontiera renana e avevano saccheggiato la Gallia giunsero ai Pirenei, dove travolsero le guarnigioni di Costantino, entrando in Hispania. Dopo aver elevato Costante al rango di Augusto per inviarlo in Hispania, Costantino venne a sapere che Geronzio aveva risolto la situazione, ma che si era ribellato e aveva elevato un suo uomo (forse suo figlio), Massimo, al rango di imperatore.

### Caduta
Geronzio e i suoi alleati barbari attaccarono Costantino nel 410. Allo stesso tempo, la Britannia e l'Armorica si ribellarono, perché Costantino le aveva lasciate senza protezione dagli attacchi dei pirati sassoni. Di fronte a questi problemi, Costantino tentò un colpo di mano: dietro suggerimento del magister equitum di Onorio, Allobico, che voleva sostituire il proprio imperatore con uno più capace, prese tutte le rimanenti truppe e attraversò le Alpi, entrando in Liguria durante l'estate. Decise però di ritirarsi ad Arles quando seppe che Allobico era stato giustiziato da Onorio per tradimento, ma dovette affrontare le truppe di Geronzio, provenienti dalla Hispania.
Le forze di Costantino furono sconfitte a Vienne (411), Costante fu catturato e giustiziato, mentre il prefetto del pretorio Decimio Rustico, che aveva sostituito Apollinare, abbandonò Costantino e raggiunse l'usurpatore Giovino ribellatosi in Renania.
Geronzio assediò Costantino ad Arles, dove però giunse anche un altro generale di Onorio, l'energico Flavio Costanzo (il futuro imperatore Costanzo III): Geronzio fu sconfitto e messo in fuga e Costanzo proseguì l'assedio di Arles. Costantino resistette in città, in attesa di un contingente raccolto da Edobico tra i Franchi della Gallia settentrionale, ma Costanzo riuscì a far cadere Edobico in una trappola. Le ultime speranze di Costantino svanirono quando le sue guarnigioni renane lo abbandonarono per sostenere Giovino.
Costantino fu quindi obbligato ad arrendersi; malgrado avesse ottenuto la promessa di un salvacondotto e si fosse fatto consacrare prete, Costanzo lo fece catturare e mandare in Italia. Ma l'usurpatore sconfitto non giunse vivo alla corte di Onorio: solo la sua testa giunse a Ravenna, il 18 settembre 411, per essere messa in mostra in città (successivamente le teste di Costantino e Giuliano, che era stato catturato con lui, furono messe in mostra a Cartagena, in Spagna).

## Trasfigurazione leggendaria
Costantino III diventa Costantino II nelle leggende. Viene menzionato tra i sovrani leggendari della Britannia nelle cronache gallesi e nella Historia Regum Britanniae di Goffredo di Monmouth, secondo la quale salì al potere dopo l'assassinio di Graciano Municeps. Goffredo dice che dopo questo omicidio la Britannia era sull'orlo della guerra civile e allora gli abitanti dell'isola chiamarono in soccorso i cugini di Municeps dalla Bretagna. Il sovrano di questa terra, Aldroeno, mandò suo fratello, Costantino II, che respinse gli Unni e i Pitti, che avevano invaso la Britannia.
Ebbe tre figli: Costante, Ambrosio Aureliano e Uther Pendragon. Egli fece intraprendere a Costante la vita ecclesiastica. Regnò per cinque anni, ma fu deposto da Vortigern, che salì sul trono. Secondo alcune versioni della leggenda, Vortigern era il suo siniscalco.
Questa storia si ritrova molte volte nel ciclo arturiano, compreso il Merlino di Roberto di Boron e nel Lancillotto in prosa, anche se con molte contraddizioni.